# Wiktor Wladimirowitsch Charitonin
Wiktor Wladimirowitsch Charitonin (russisch Виктор Владимирович Харитонин, auch Viktor Kharitonin  transkribiert; * 20. November 1972 in Petropawl) ist ein russischer Milliardär. Er ist Mitbesitzer von Pharmstandard und seit Oktober 2014 Miteigentümer des Nürburgrings.

## Leben
Nach einem Studium an der Staatlichen Universität Nowosibirsk mit Abschluss 1994 gründete er die Investmentfirma Profit House, die Aktionäre von Roman Abramowitschs Ölfirma Sibneft vertrat. Den Grundstein für sein Pharmaimperium legte er 2003, als er mit Abramowitsch und Jewgeni Markowitsch Schwidler für 55 Millionen US$ fünf Pharma-Fabriken von ICN Pharmaceuticals übernahm. Als Pharmstandard wurde die Firma zum größten Arzneihersteller in Russland. Ein Produkt ist das Grippemittel Arbidol. Abramowitsch und Schwidler verkauften ihre Anteile 2008.
Charitonin nahm im Frühjahr 2014 mit einem Mercedes-Benz 500 K Bj. 1935 an der Oldtimer-Veranstaltung Mille Miglia teil. Im November 2014 wurde bekannt, dass er Anteile des vom Land Rheinland-Pfalz verkauften Nürburgrings übernehmen werde.
Charitonin ist einer der 96 Oligarchen auf der im Januar 2018 vom US-Finanzministerium
veröffentlichten sogenannten Putin-Liste.
Im Februar 2023 wurde bekannt, dass der Oligarch über seine NR Holding den insolventen Flughafen Frankfurt-Hahn für 20 Millionen Euro kaufen wollte. Dies gelang jedoch nicht, der Kauf wurde im März 2023 von der Trierer TRIWO AG vollzogen.